# TITO
De aanduiding TITO is een afkorting van het Engelse today in - today out (dat wat er vandaag in komt, gaat er ook vandaag weer uit).
Het TITO-principe is gebaseerd op het fifo-principe, waarbij een bewerking maximaal binnen één werkdag gerealiseerd wordt. Een voorbeeld is het aanvragen van een nieuwe dienst. De klant stuurt het verzoek, de dienstverlener keurt het verzoek goed en stuurt nog dezelfde dag een bevestiging hiervan aan de klant.
Het TITO-principe wordt onder andere gehanteerd in financiële dienstverlening (bijv. banken en verzekeraars).